# Хайсмайер, Август
Август Хайссмайер (нем. August Heißmeyer; 11 января 1897, Геллесен, округ Хамельн-Пирмонт, княжество Вальдек-Пирмонт, Германская империя — 16 января 1979, Швебиш-Халль, Баден-Вюртемберг, ФРГ), один из руководителей СС, обергруппенфюрер СС (9 ноября 1936 года), генерал войск СС и полиции (1 июля 1944 года).

## Биография
После учёбы в народной школе, частной школе и гимназии в августе 1914 года поступил добровольцем в прусскую армию. Участник Первой мировой войны, с октября 1914 года служил в 164 пехотном полку, лейтенант (6 августа 1916 года), командир роты. С августа 1917 года и до конца войны — лётчик. За боевые отличия награждён Железным крестом 1-го и 2-го класса.
После окончания войны Хайссмайер был членом добровольческих корпусов и в 1920 году участвовал в Путче Каппа.
С 1920 года 6 семестров изучал право и народное хозяйство в Гёттингенском, Кильском и Франкфуртском университетах. В феврале — августе 1922 года работал на горнодобывающих заводах. С сентября 1922 года — в техническом отделе завода, а затем в представительстве различных фирм в Мюнстере (Вестфалия).
В 1923 году впервые завязал контакты с национал-социалистами. 30 января 1925 года вступил в НСДАП (билет № 21 573), в начале 1926 года — СА, в январе 1930 года — в СС (билет № 4370). В 1925—1928 годах руководил СА в Гёттингене. С октября 1928 года — заместитель гауляйтера Южного Ганновера — Брауншвейга.
В марте 1931 года произведён в штурмбаннфюреры СС. В августе — сентябре 1931 года — командир 3-го штурмбанна 12-го штандарта СС. С 16 ноября 1931 по 9 ноября 1932 года — командир 12-го штандарта СС в Брауншвейге. С 6 октября 1932 года — руководитель 17-го абшнита СС (Мюнстер). 5 марта 1933 года избран депутатом Рейхстага от Северной Вестфалии. Затем переизбирался депутатом в ноябре 1933, в 1936 и 1938 годах.
С 16 ноября 1933 по 1 мая 1934 года — командир оберабшнита СС «Эльба», с 1 января 1934 по 22 мая 1935 года — оберабшнита СС «Рейн». С 22 мая 1935 по 1 апреля 1940 года — начальник Главного управления СС и одновременно с ноября 1935 по 30 января 1936 года — начальник 1-го (оперативного) управления Главного управления СС. С февраля 1936 года до конца войны — генеральный инспектор «школ Адольфа Гитлера» («Adolf Hitler Schule») и национал-социалистического воспитания (школ «НАПОЛАС»).
9 ноября 1939 года был назначен заместителем главного инспектора концентрационных лагерей и командующего дивизией СС «Мёртвая голова» Теодора Эйке. 31 июля 1940 года заменён Рихардом Глюксом.
С 2 сентября 1938 по 8 мая 1945 года — высший руководитель СС и полиции «Шпрее» (штаб-квартира — Берлин). С апреля 1938 года — глава Имперского союза многодетных семей. В 1940 году получил ранг министериальдиректора. В августе 1940 года возглавил в структуре Главного управления СС собственную службу («Службу Хайссмайера», нем. «Dienststelle SS-Obergruppenführer Heißmeyer»), в 1942 получившую статус Главного управления («Hauptamt Dienststelle SS-Obergruppenführer Heißmeyer») и занимавшуюся вопросами национал-социалистического воспитания членов СС и контролировавшее работу НАПОЛАС.
В 1940 году женился на руководительнице Национал-социалистического женского союза Гертруде Шольц-Клинк.
С 1943 года — инспектор школ «НАПОЛАС» и германских патриотических школ. В апреле 1945 года по приказу рейхсфюрера СС Генриха Гиммлера сформировал из членов Фольксштурма и Гитлерюгенда боевую группу «Хайссмайер», которой была поручена оборона крепости Шпандау в Берлине.
После войны до 1948 года скрывался в Тюрингии под именем Генриха Штукенброка. После прибытия к нему освобождённой из советского лагеря для военнопленных его жены Гертруды Шольц-Клинк они с помощью немецкой принцессы Паулины Вюртембергской перебрались во французскую зону оккупации в Бибенхаузен под Тюбингеном, где, продолжая жить по фальшивым документам, работал сельскохозяйственным рабочим. 28 февраля 1948 года они были опознаны и арестованы. Позже признан виновным в военных преступлениях и в 1949 году приговорён к 18 месяцам тюремного заключения. После освобождения работал сначала как рабочий на заводе по производству моющих машин, затем как служащий филиала компании «Кока-Кола» в Ройтлингене. Умер Август Хайсмайер в больнице Швебиш-Халль 16 января 1979 года и был похоронен на кладбище Геллесена в фамильном склепе.

## Награды
- Железный крест 1-го класса
- Железный крест 2-го класса